# Walker, Texas Ranger: Trial by Fire
Walker, Texas Ranger: Trial by Fire es una película para la televisión del 2005, dirigida por Aaron Norris y basada en la popular serie de la década de 1990 Walker, Texas Ranger y protagonizada por Chuck Norris, Sheree J. Wilson, Judson Mills, Andre Kristoff, Janine Turner y Steven Williams.

## Argumento
Guardabosques Capitán Walker y Rangers Francis Gage y Rhett Harper están involucrados en un tiroteo en un banco en el que un grupo de ladrones secuestran los operadores. Guardabosques Harper mata a dos de los ladrones, mientras que el líder es capaz de escapar. Una forma de misil de guía termina accidentalmente en las manos de un niño de trece años que no saben que tres coreanos, que son muy hábiles en el combate, es lo que están buscando. Los delincuentes van a la casa del chico donde matan a su padre. El muchacho logra escapar, pero los delincuentes remitir a buscar trabajo. Jimmy tiene que salir para unas vacaciones en familia y lejos del grupo, mientras que Gage está siguiendo el caso del niño, ayudado por el Ranger Kay Austin. Como si eso no fuera suficiente una chica con la que tuvo una cita Guardabosques Harper es asesinado y todas las pruebas conduce a guardabosques Harper.
Alex sigue el caso de los guardaparques y Harper recibe el apoyo de su ayudante Garrett Evans, mientras Gage y Kay Austin siguen el caso del niño que falta. El chico se refugió en casa de su amigo, pero los delincuentes les resulta y tratar de tomar de nuevo. Además, el niño se da cuenta de que los criminales quieren que el sistema de guía de misiles y se dirige a la parte superior de su padre en busca de ayuda. Mientras tanto, un hombre es encontrado muerto a quien Guardabosques Harper había arrestado a principios de año y la evidencia conduce de nuevo a él, pero justo cuando guardabosques Austin puede demostrar lo contrario la evidencia desaparece. Mientras tanto Walker mata a uno de los criminales de Corea y Gage y Austin son un hombre que días antes había atacado el guardabosques Harper con un punzón y luego tuvo su muestra de sangre, que es el mismo en la escena del crimen. Los criminales son el tipo, pero justo antes de llegar Walker, Gage y Austin que matan los delincuentes.
En el juicio de condena contra el guardabosques Harper descubre que el verdadero culpable es Garrett, colega de Evans. Pero el hombre toma como rehenes a la defensa, pero el guardabosque logra desarmar lo siguió por Harper derribándolo con un ponche. Después de aclarar la historia, los principales protagonistas salen de la sala de clase y van en la sala principal de las festividades. Walker deja para regresar a casa, pero el jefe de los ladrones de bancos vuelve a disparar. Sin embargo, el guardabosques Harper y Gage Austin disparan muerto. Durante la aclaración del asunto, Alex mira hacia abajo para ver una sola herida de bala en el pecho y cae al suelo.

## Producción
El canal CBS EE. UU. en 2005 decidió producir una película para televisión basada en la popular serie de televisión protagonizada por Chuck Norris, que se transmitió 16 de octubre de 2005. Chuck Norris, Sheree J. Wilson y Judson Mills repiten sus papeles de la televisión como Clarence Gilyard hace un cameo, sin embargo, no se está acreditada en los títulos a causa de su incapacidad para participar en el rodaje debido a vacaciones familiares, para remediar la situación, Judson Mills (que no estaba previsto originalmente en el guion) fue invitado a repetir su papel de Francis Gage . Nia Peeples, que jugó Sydney Cooke, fue excluido del guion de la película, a pesar del posible incremento de las obras que podrían haberse generado por el regreso de ambos personajes. También esta es la última aparición en una película de Clarence Gilyard porque, en 2002 se retiró de la escena después de la película se Quede Atrás II: Fuerza de la Tribulación.
La película está completamente separado de los acontecimientos de la serie, por lo tanto, mientras se ajusta regularmente después de 4 años desde el último episodio de televisión, la historia es completamente nuevo para tratar de dar un tono fresco a la película.
El 17 de octubre de 2005, la película fue premiada a la Mejor Película de la semana en la noche del sábado. Chuck Norris declaró que los planes futuros para la Walker, Texas Ranger: se esperaba de Cine de la semana, sin embargo, esta fue severamente dañado por CBS con la decisión y de no salir al aire la noche del sábado.
Prueba de fuego iba a ser el primero de una serie de películas para televisión dedicados al personaje de Walker que se habría emitido la noche del sábado, pero al final, CBS, dadas las votaciones no emocionante de la película hizo, decidió dejar de lado la "idea, no se excluye, sin embargo, que se produjo películas para la edición directa en DVD.

## Estrella invitada
En pequeños cameos aparecen actores Mitchel Musso (como Josh Whitley) y Selena Gomez (Julie tiene un amigo de Jeremy).

## Secuela
En 2010 fue declarado por muchos fabricantes de que el guion de una secuela estaba casi listo. A pesar de esto, Chuck Norris dijo que Walker ha llegado a su fin a medida que ya no está dispuesto a repetir el papel a pesar del moderado éxito de la película.

## Reparto
- Chuck Norris - Cordell Walker
- Sheree J. Wilson - Alex Cahill
- Judson Mills - Francis Gage
- Andre Kristoff - Rhett Harper
- Janine Turner - Kay Austin
- Steven Williams - Mike Burton
- Bret Loehr - Jeremy Hopkins
- Bruce Locke - Blue Eye
- Mitchel Musso - Josh Withley
- Ned Vaughn - Garret Evans
- Danilee Kelly Norris - Angela Walker
- Darryl Cox - Aaron Gordon
- Glenn Morshower - Reed Larkin
- Maggie Myatt - Dee Dee Michaels
- Timothy Vahle - Adam Hopkins
- Derek Southers - Clete Tyson
- Selena Gomez - Julie
- Clarence Gilyard - James Trivette
- Charles Baker - Herman Van Horne